# Sapling Foundation
Sapling Foundation là một tổ chức phi lợi nhuận sở hữu chuỗi hội nghị toàn cầu TED, chuyên về hội nghị, giải trí và giáo dục. Tổ chức do Chris Anderson sáng lập vào năm 1956, có trụ sở ở thành phố New York, New York, Hoa Kỳ.